# Cái Răng
Cái Răng là một phường thuộc thành phố Cần Thơ, Việt Nam.

## Địa lý
Phường Cái Răng có vị trí địa lý:
- Phía đông và phía nam giáp phường Hưng Phú
- Phía tây giáp xã Đông Phước và xã Thạnh Xuân
- Phía bắc giáp các phường An Bình, Tân An và xã Nhơn Ái.

Phường Cái Răng có diện tích 26,88 km², dân số năm 2024 là 71.106 người, mật độ dân số đạt 2.645 người/km².

## Lịch sử
Ngày 20 tháng 9 năm 1975, Bộ Chính trị ban hành Nghị quyết số 245-NQ/TW về việc hợp nhất tỉnh Cần Thơ (ngoại trừ huyện Thốt Nốt), tỉnh Sóc Trăng, tỉnh Trà Vinh, tỉnh Vĩnh Long thành một tỉnh, tên gọi tỉnh mới cùng với nơi đặt tỉnh lỵ sẽ do địa phương đề nghị lên.
Ngày 20 tháng 12 năm 1975, Bộ Chính trị ban hành Nghị quyết số 19/NQ về việc hợp nhất tỉnh Cần Thơ (bao gồm cả huyện Thốt Nốt của tỉnh Long Xuyên), tỉnh Sóc Trăng thành một tỉnh mới, tên gọi tỉnh mới cùng với nơi đặt tỉnh lỵ sẽ do địa phương đề nghị lên.
Ngày 24 tháng 2 năm 1976, Chính phủ Cách mạng lâm thời Cộng hòa miền Nam Việt Nam ban hành Nghị định số 3/NQ/1976 về việc hợp nhất tỉnh Cần Thơ, tỉnh Sóc Trăng và thành phố Cần Thơ thành một tỉnh mới, lấy tên là tỉnh Hậu Giang.
Ngày 26 tháng 12 năm 1991, Quốc hội ban hành Nghị quyết về việc chia tỉnh Hậu Giang thành tỉnh Cần Thơ và tỉnh Sóc Trăng.
Ngày 26 tháng 11 năm 2003, Quốc hội ban hành Nghị quyết số 22/2003/QH11 về việc:
- Chia tỉnh Cần Thơ thành thành phố Cần Thơ trực thuộc trung ương và tỉnh Hậu Giang.
- Chuyển thị trấn Cái Răng thuộc huyện Châu Thành, tỉnh Cần Thơ về thành phố Cần Thơ trực thuộc trung ương quản lý.
- Chuyển ấp Tân Thạnh Đông, 84,7 ha diện tích tự nhiên và quy mô dân số là 640 người của ấp Tân Thạnh Tây thuộc xã Tân Phú Thạnh, huyện Châu Thành A; các ấp Thạnh Huề, Thạnh Mỹ, Thạnh Thắng, Yên Hạ và 176 ha diện tích cùng với 2.216 người của ấp Phú Quới thuộc xã Đông Thạnh, huyện Châu Thành, tỉnh Cần Thơ về thành phố Cần Thơ trực thuộc trung ương quản lý.

Ngày 2 tháng 1 năm 2004, Chính phủ ban hành Nghị định số 05/2004/NĐ-CP về việc:
- Thành lập quận Cái Răng thuộc thành phố Cần Thơ.
- Thành lập phường Ba Láng thuộc quận Cái Răng trên cơ sở 531,52 ha diện tích tự nhiên và 6.339 nhân khẩu của xã Tân Phú Thạnh thuộc huyện Châu Thành A.
- Thành lập phường Hưng Thạnh thuộc quận Cái Răng trên cơ sở toàn bộ 867,15 ha diện tích tự nhiên và 8.249 nhân khẩu của xã Hưng Thạnh thuộc thành phố Cần Thơ cũ.
- Thành lập phường Lê Bình thuộc quận Cái Răng trên cơ sở toàn bộ 246,37 ha diện tích tự nhiên và 13.968 nhân khẩu của thị trấn Cái Răng thuộc huyện Châu Thành.
- Thành lập phường Thường Thạnh thuộc quận Cái Răng trên cơ sở 1.035,81 ha diện tích tự nhiên và 10.431 nhân khẩu của xã Đông Thạnh thuộc huyện Châu Thành.

Ngày 12 tháng 6 năm 2025, Quốc hội ban hành Nghị quyết số 202/2025/QH15 về việc sắp xếp đơn vị hành chính cấp tỉnh (nghị quyết có hiệu lực từ ngày 12 tháng 6 năm 2025). Theo đó, sáp nhập tỉnh Hậu Giang và tỉnh Sóc Trăng vào thành phố Cần Thơ.
Ngày 16 tháng 6 năm 2025:
- Quốc hội ban hành Nghị quyết số 203/2025/QH15[10] về việc Sửa đổi, bổ sung một số điều của Hiến pháp nước Cộng hòa xã hội chủ nghĩa Việt Nam. Theo đó, kết thúc hoạt động của đơn vị hành chính cấp huyện trong cả nước từ ngày 1 tháng 7 năm 2025.
- Ủy ban Thường vụ Quốc hội ban hành Nghị quyết số 1668/NQ-UBTVQH15[1] về việc sắp xếp các đơn vị hành chính cấp xã của thành phố Cần Thơ năm 2025 (nghị quyết có hiệu lực từ ngày 16 tháng 6 năm 2025). Theo đó, thành lập phường Cái Răng thuộc thành phố Cần Thơ toàn bộ 4,66 km² diện tích tự nhiên, quy mô dân số là 7.423 người của phường Ba Láng; toàn bộ 9,13 km² diện tích tự nhiên, quy mô dân số là 20.499 người của phường Hưng Thạnh toàn bộ 2,43 km² diện tích tự nhiên, quy mô dân số là 21.626 người của phường Lê Bình và toàn bộ 10,66 km² diện tích tự nhiên, quy mô dân số là 21.558 người của phường Thường Thạnh thuộc quận Cái Răng.

Phường Cái Răng có 26,88 km² diện tích tự nhiên và quy mô dân số là 71.106 người.